# Eccellenza Basilicata 1997-1998
Il campionato italiano di calcio di Eccellenza regionale 1997-1998 è stato il settimo organizzato in Italia. Rappresenta il sesto livello del calcio italiano. Questo è il campionato regionale della regione Basilicata.

## Stagione

### Novità
Dal campionato di Eccellenza Basilicata 1996-1997 era stato promosso nel Campionato Nazionale Dilettanti il Lagonegro, mentre il Tolve, l'Avigliano e il Castelluccio erano stati retrocessi nel campionato di Promozione Basilicata. Dal campionato di Promozione Basilicata 1996-1997 erano stati promossi in Eccellenza lo Scanzano, il Moliterno e la Santarcangiolese, classificatisi nelle prime tre posizioni. Dal Campionato Nazionale Dilettanti 1996-1997 era stato retrocesso lo Sporting Villa d'Agri.
L'"A.C. Lauria" ha cambiato denominazione in "A.C. Ruggiero di Lauria". L'"F.C. Maratea" ha cambiato denominazione in Turrita Maratea.

### Formula
Le 16 squadre partecipanti disputano un girone all'italiana con partite di andata e ritorno per un totale di 30 giornate. La prima classificata viene promossa nel Campionato Nazionale Dilettanti. La squadra seconda classificata viene ammessa agli spareggi nazionali per la promozione nel Campionato Nazionale Dilettanti. Le ultime tre classificate vengono retrocesse direttamente nel campionato di Promozione.

## Squadre partecipanti
| Squadra                 | Città (provincia)         | Stagione 1996-1997           |
| ----------------------- | ------------------------- | ---------------------------- |
| A.S. Angelo Cristofaro  | Oppido Lucano (PZ)        | 6º in Eccellenza Basilicata  |
| Ferrandina Calcio       | Ferrandina (MT)           | 8º in Eccellenza Basilicata  |
| F.C. Francavilla        | Francavilla in Sinni (PZ) | 12º in Eccellenza Basilicata |
| S.C. Horatiana Venosa   | Venosa (PZ)               | 11º in Eccellenza Basilicata |
| Pol. Moliterno          | Moliterno (PZ)            | 2º in Promozione Basilicata  |
| A.S. Murese             | Muro Lucano (PZ)          | 13º in Eccellenza Basilicata |
| U.S. Pescopagano        | Pescopagano (PZ)          | 5º in Eccellenza Basilicata  |
| Policoro S.C.           | Policoro (MT)             | 4º in Eccellenza Basilicata  |
| A.C. Ruggiero di Lauria | Lauria (PZ)               | 9º in Eccellenza Basilicata  |
| S.S. Santarcangiolese   | Sant'Arcangelo (PZ)       | 3º in Promozione Basilicata  |
| U.S. Scanzano           | Scanzano Jonico (MT)      | 1º in Promozione Basilicata  |
| Sporting Potenza        | Potenza                   | 7º in Eccellenza Basilicata  |
| Sporting Villa d'Agri   | Marsicovetere (PZ)        | 15º in C.N.D./H              |
| S.C. Tito               | Tito (PZ)                 | 10º in Eccellenza Basilicata |
| Turrita Maratea         | Maratea (PZ)              | 3º in Eccellenza Basilicata  |
| C.S. Vultur             | Rionero in Vulture (PZ)   | 2º in Eccellenza Basilicata  |

## Classifica finale
|  | Pos. | Squadra               | Pt | G  | V  | N | P  | GF | GS  | DR   |
|  | ---- | --------------------- | -- | -- | -- | - | -- | -- | --- | ---- |
|  | 1.   | Policoro              | 73 | 30 | 22 | 7 | 1  | 82 | 16  | +66  |
|  | 2.   | Sporting Villa d'Agri | 70 | 30 | 21 | 7 | 2  | 78 | 15  | +63  |
|  | 3.   | Ferrandina            | 54 | 30 | 16 | 6 | 8  | 54 | 30  | +24  |
|  | 4.   | Vultur Rionero        | 53 | 30 | 15 | 8 | 7  | 54 | 32  | +22  |
|  | 5.   | Tito                  | 50 | 30 | 15 | 5 | 10 | 52 | 32  | +20  |
|  | 6.   | Pescopagano           | 45 | 30 | 13 | 6 | 11 | 52 | 40  | +12  |
|  | 7.   | FC Francavilla        | 43 | 30 | 12 | 7 | 11 | 31 | 30  | +1   |
|  | 8.   | Angelo Cristofaro     | 39 | 30 | 12 | 3 | 15 | 28 | 37  | -9   |
|  | 9.   | Murese                | 38 | 30 | 10 | 8 | 12 | 28 | 40  | -12  |
|  | 10.  | Moliterno             | 37 | 30 | 11 | 4 | 15 | 47 | 48  | -1   |
|  | 11.  | Santarcangiolese      | 37 | 30 | 10 | 7 | 13 | 40 | 44  | -4   |
|  | 12.  | Scanzano              | 36 | 30 | 11 | 3 | 16 | 44 | 52  | -8   |
|  | 13.  | Ruggiero di Lauria    | 35 | 30 | 9  | 8 | 13 | 54 | 48  | +6   |
|  | 14.  | Sporting Potenza      | 34 | 30 | 10 | 4 | 16 | 46 | 57  | -11  |
|  | 15.  | Horatiana Venosa      | 27 | 30 | 6  | 9 | 15 | 33 | 67  | -34  |
|  | 16.  | Turrita Maratea (-3)  | -1 | 30 | 0  | 2 | 28 | 17 | 152 | -135 |

Legenda:
      Promossa nel Campionato Nazionale Dilettanti 1998-1999
      Ammessa ai play-off nazionali
      Retrocessa in Promozione 1998-1999
Note:
Tre punti a vittoria, uno a pareggio, zero a sconfitta.
Il Turrita Maratea ha scontato 3 punti di penalizzazione.
Il Ruggiero di Lauria è stato successivamente ripescato nel Campionato Nazionale Dilettanti 1998-1999.
L'Angelo Cristofaro e la Murese non si sono successivamente iscritti al campionato di Eccellenza Basilicata 1998-1999.